# Трескавиця
Трескавиця'— гора в Боснії і Герцеговини в Республіці Сербській, частина її західного схилу розташовується вже на території Федерації Боснії і Герцеговини. Висота Трескавиці становить 2086 метрів над рівнем моря. Є частиною Динарського нагір'я, формувалася з вторинних і третинних осадових порід, з вапняків і доломітів. На горі знаходяться кілька мальовничих гірських озер, найбільше з яких - Велико-Єзеро. У свою чергу, з них витікають кілька гірських річок, такі як Бистриця (притока Дрини), Жельєниця (притока Босни), Люта і Рокитиниця (притоки Неретви). У сонячну погоду з гори можна бачити територію Чорногорії і Адріатичне море.
Під час Боснійської війни Трескавиця стала місцем запеклих битв. З одного боку бої йшли за Трново, яке в 1993 рік перейшло до боснійських сербів і потім стало мішенню атак боснійських мусульман, а з іншого — Сараєво, бої навколо якого йшли аж до самого кінця війни. Незважаючи на значну кількість мін та снарядів, що не розірвалися, що досі лежать на схилах гори, Трескавицю все активніше відвідують туристи та альпіністи.

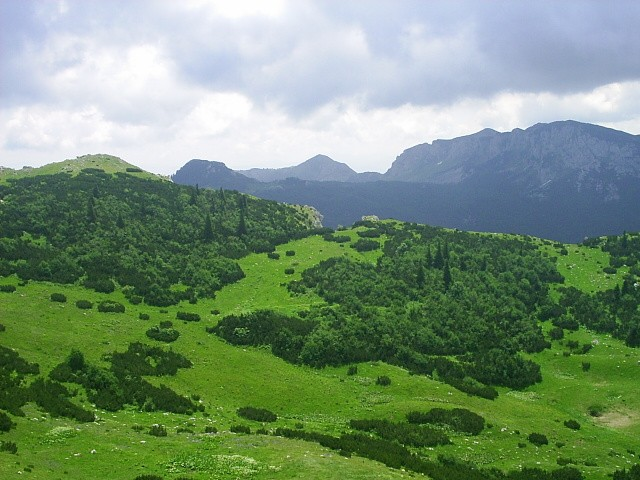